# Tsai Wan-lin
Tsai Wan-lin (chinesisch 蔡萬霖, * 10. November 1924 in Miaoli; † 27. September 2004 in Taipeh) war ein chinesischer Unternehmer aus Taiwan. Er war Gründer des Banken- und Versicherungskonzerns Lin Yuan Group. Tsai galt als reichster Mann des Landes. Mit einem geschätzten Privatvermögen von 4,6 Milliarden US-Dollar lag er 2004 auf Platz 94 der Liste der reichsten Personen des US-amerikanischen Wirtschaftsmagazins Forbes.

## Leben
Tsai stammte aus armen bäuerlichen Verhältnissen. Zusammen mit seinem Bruder Tsai Wan-tsai verkaufte er als Kind in Taipeh Gemüse und Sojabohnen. Den Besuch einer höheren Schule konnte sich die Familie nicht leisten.
Zusammen mit einem seiner Brüder schloss sich Tsai 1960 einer Kreditkooperative an. Zwei Jahre später gründeten beide die Cathay Life Insurance Company, die heute das größte Lebensversicherungsunternehmen Taiwans ist. Nachdem die Firmenleitung der Cathay Life innerhalb der eigenen Familie dauerhaft gesichert wurde, gründeten die beiden Brüder 1979 die Lin Yuan Group. Während der darauffolgenden zehn Jahre expandierte die Lin Yuan Group zum größten Konzern der Insel.
Die Bank, die Versicherungssparte und die Venture-Capital-Gesellschaft der Familie wurden 2001 zur Cathay Financial Holdings zusammengeschlossen und sind heute die größte Finanzholding Taiwans.
Tsai erschien 1987 erstmals als Milliardär auf der Forbes-Liste. Im Jahr 2000 wurde er als Berater des Präsidenten der Republik China ernannt. Tsai war verheiratet. Sein Sohn ist der Unternehmer Tsai Hong-tu.
Tsai starb am 27. September 2004 im Cathay General Hospital von Taipeh im Alter von 81 Jahren an einer Herzkrankheit. Er hatte selbst 1977 das Krankenhaus gegründet.